# Distretto affaristico centrale di Brisbane

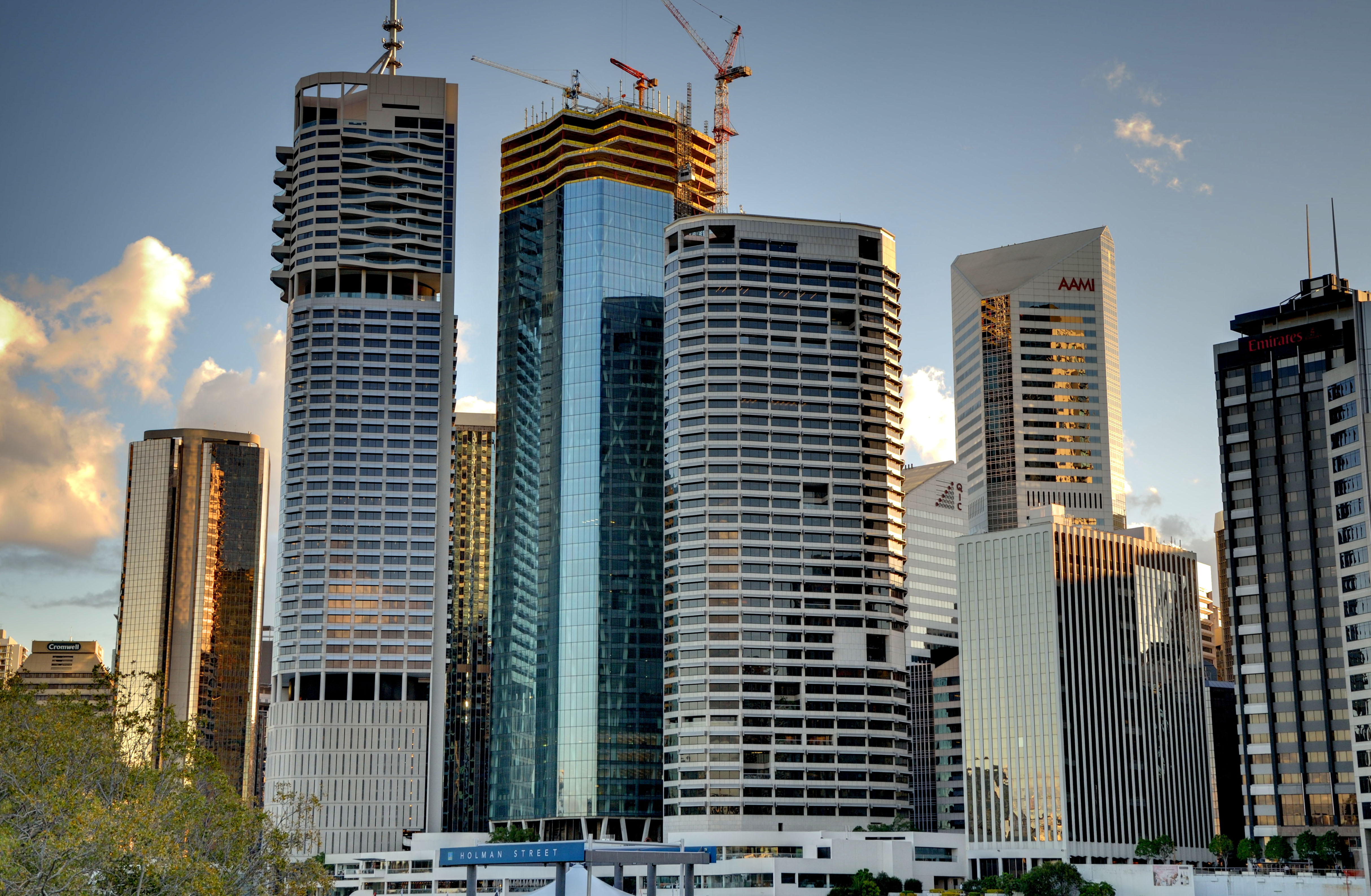
Il Distretto affaristico centrale di Brisbane visto dal sobborgo di Kangaroo Point

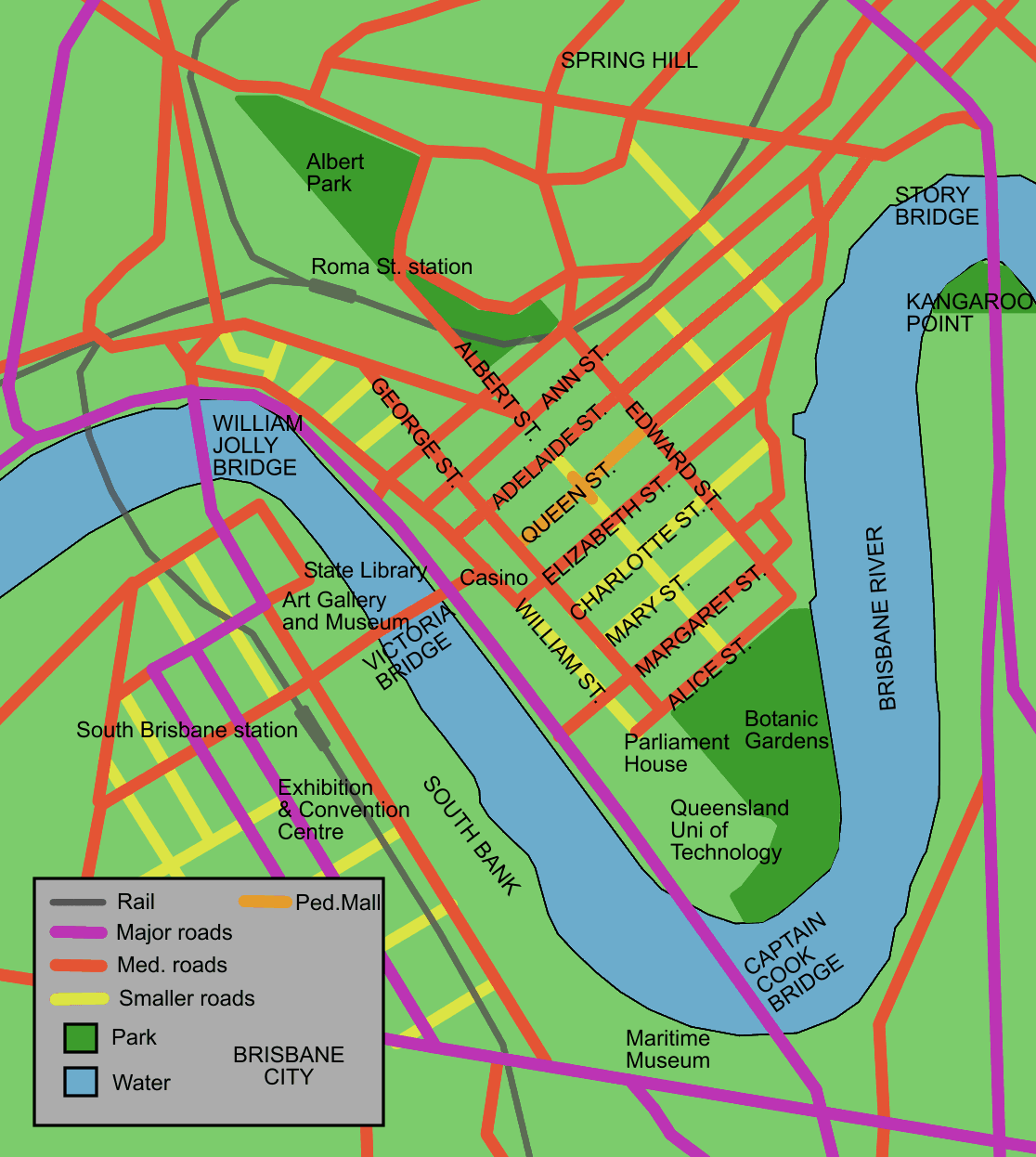
Mappa del distretto

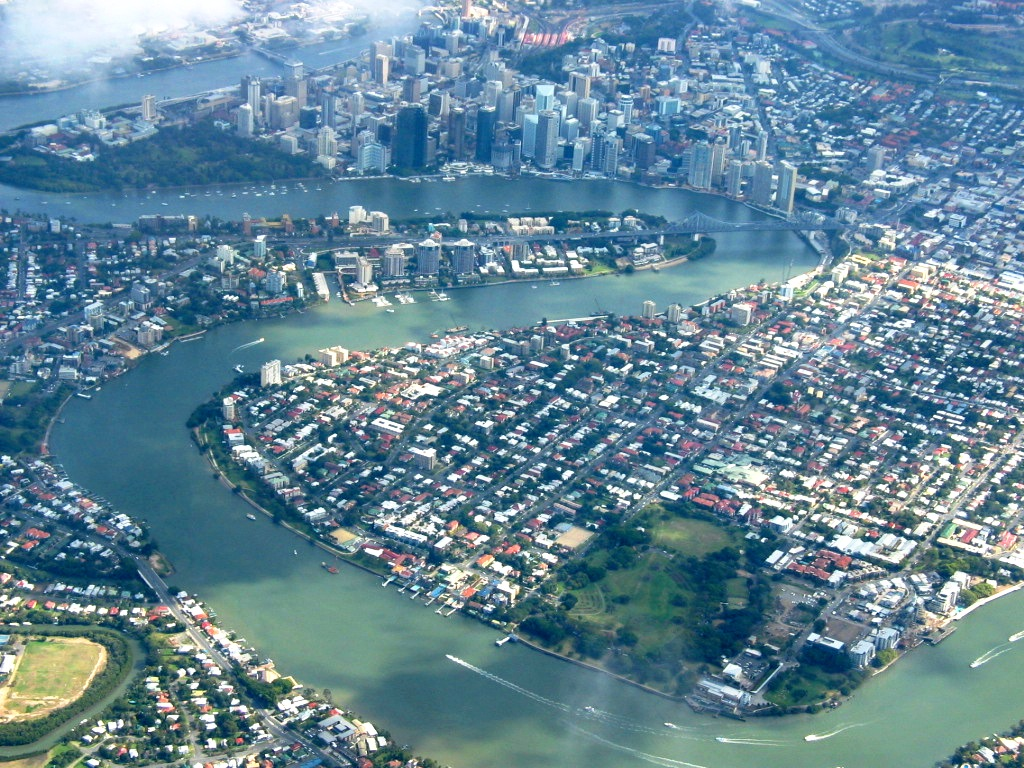
Visione aerea in alto a sinistra del distretto

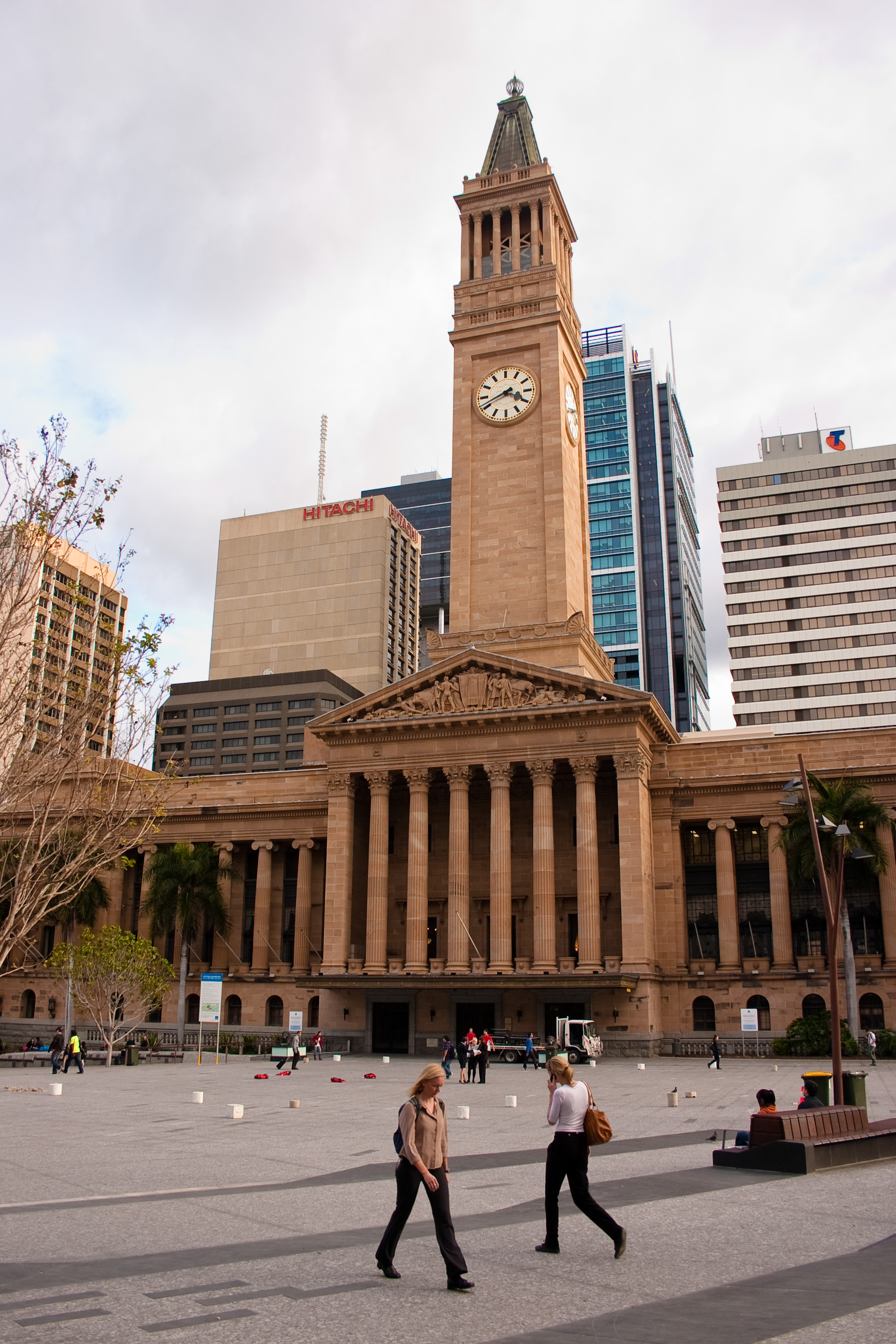
Municipio di Brisbane

Il distretto affaristico centrale di Brisbane (in inglese: Brisbane central business district o in sigla CBD), a cui gli abitanti della città si riferiscono come "la città", è un sobborgo di Brisbane, in Australia ed è situato sulla riva settentrionale del fiume Brisbane.
L'area del sobborgo è triangolare e confina ad est, sud e ovest con il fiume Brisbane. La parte nota come Gardens Point digrada verso nord-ovest dove il sobborgo confina con il sobborgo interno di Spring Hill.
A nord est invece è circondato dal sobborgo di Fortitude Valley.